# Solanum sect. Brevantherum
Solanum sect. Brevantherum es una sección del género Solanum. Incluye las siguientes especies. 

## Especies
- Solanum abutiloides (Griseb.) Bitter & Lillo
- Solanum argenteum Dunal
- Solanum bullatum Vell.
- Solanum cernuum Vell.
- Solanum cordovense Sessé & Moc.
- Solanum erianthum D. Don
- Solanum granulosoleprosum Dunal
- Solanum mauritianum Scop.
- Solanum riparium Pers.
- Solanum trachycyphum Bitter
- Solanum umbellatum Mill.